# كأس السوبر الإسباني 1999
كأس السوبر الإسباني 1999 جمعت نسخة عام 1999 في اطار بطولة كأس السوبر الإسباني بطل الدوري الإسباني موسم 1998-99 برشلونة مع بطل كأس إسبانيا موسم 1998-99 نادي فالنسيا ، أُقيمت من مباراتي ذهاب وإياب صيف عام 1999، وحقق فالنسيا اللقب بعد فوزة بمجموع المباراتين 4-3 .

## التفاصيل

### مباراة الذهاب
| فالنسيا                                  | 1–0 | برشلونة             |
| ---------------------------------------- | --- | ------------------- |
| كلاوديو لوبيز 86' · المدرب · هيكتور كوبر |     | المدرب لويس فان خال |

### مباراة الإياب
| برشلونة                                                    | 3–3 | فالنسيا                                                                       |
| ---------------------------------------------------------- | --- | ----------------------------------------------------------------------------- |
| كلايفرت 13، 62' · رونالد ديبور 21' · المدرب · لويس فان خال |     | دافيد ألبيلدا 15' · خوان سانشيز 54' · جفير فارينوس 65' · المدرب · هيكتور كوبر |